# 스위스리

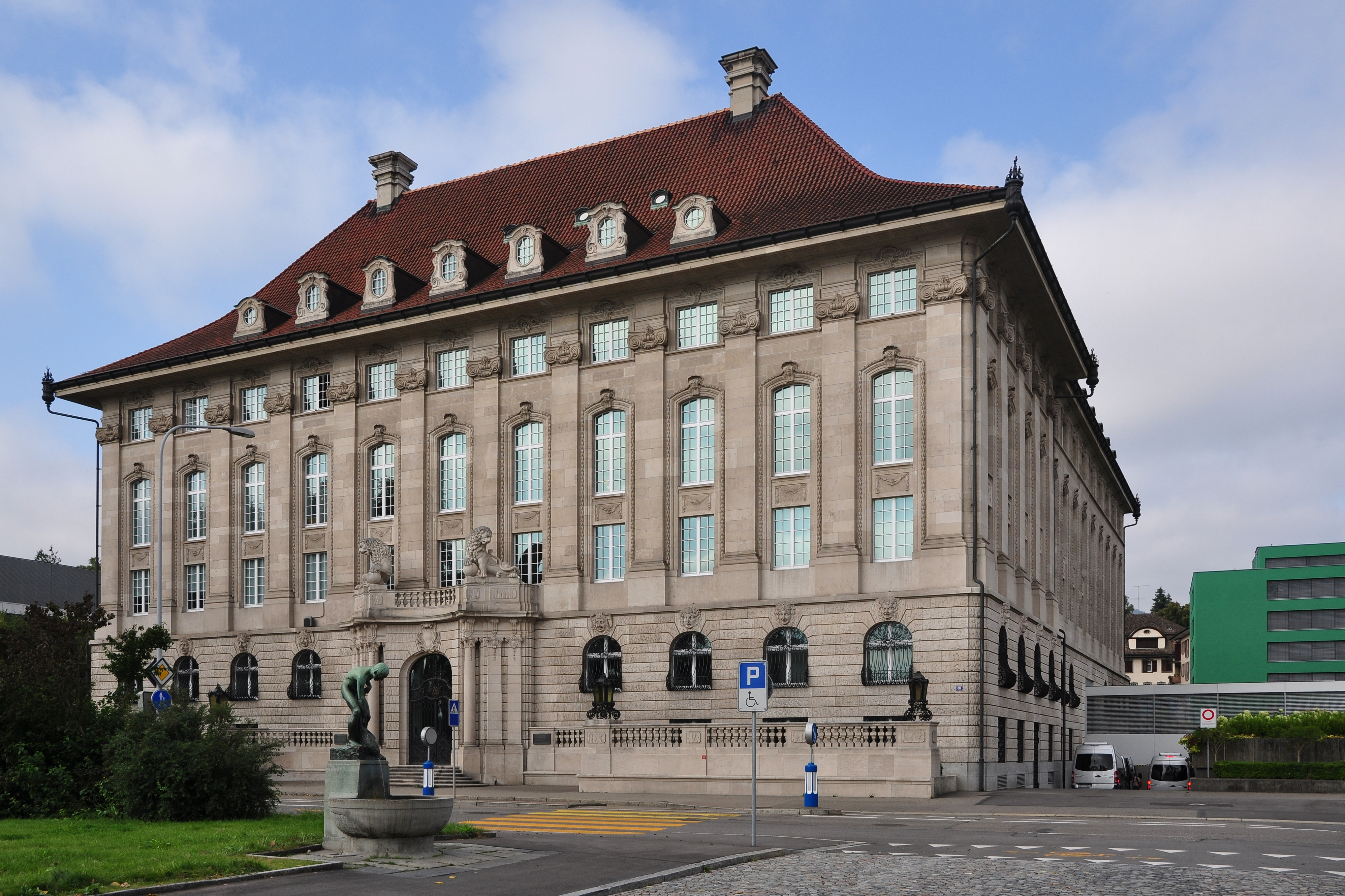

스위스재보험 컴퍼니(Swiss Reinsurance Company Ltd), 통칭 스위스리(Swiss Re)는 재보험사이다. 1863년 설립되었으며 규모상 세계 2위이다. 현재 세계 30개국에서 영업 활동을 하고 있으며 제너럴 일렉트릭사가 회사 지분의 8.9%을 소유하고 있다.

## 역사
스위스리는 1863년 12월 19일에 창업하였으며 Helvetia General Insurance Company, Schweizerische Kreditanstalt, Basler Handelsbank로 각각 설립되었다.

## 본사
1864년에 취리히 호변에서 시작한 이래 스위스 리는 취리히에 본사를 두고 있다.

### 미국 본부
서반구 지역 본사는 뉴욕주 알몽크에 위치하고 있다.

### 런던 본부
런던 본부는 환경친화적으로 지어진 건물이며 특색 있는 창문으로 유명하다.

## 같이 보기
- 세계 경제 포럼